# Associazione Toscana Treni Storici Italvapore
L'Associazione Toscana Treni Storici "Italvapore" nasce a Firenze nel 1995, per impulso di un piccolo gruppo di dipendenti delle FS particolarmente appassionati ed attratti dalle vecchie locomotive a vapore ormai accantonate e prossime alla demolizione. A questi piccolo nucleo embrionale si unirono presto altri appassionati privati cittadini non dipendenti delle FS ma fortemente interessati al recupero di quel comparto storico in un'epoca in cui l'amministrazione ferroviaria non aveva ancora sviluppato la sensibilità e la dedizione per la cura dell'immenso patrimonio storico ferroviario italiano. Lo slancio iniziale fu senza dubbio l'occasione di poter recuperare e rimettere in servizio una locomotiva a vapore ormai accantonata da tempo che per una serie di motivi si era salvata dalla demolizione. Si trattava precisamente della gr. 740-451 che diversamente sarebbe stata avviata alla demolizione come molte altre consorelle.
Questo progetto embrionale ottenne un decisivo slancio in avanti quando le stesse Ferrovie dello Stato acconsentirono a dar vita ad un progetto di più largo respiro finalizzato al recupero di materiale rotabile storico già accantonato da molti anni ma non ancora demolito e quindi definitivamente perduto.
L'intento era finalizzato al recupero del rotabile non solo per il suo valore tecnico-storico, ma anche per la testimonianza del passato che rappresentava, un passato legato alla vita di milioni di italiani che nel corso di più generazioni vi hanno viaggiato. Considerando l'età di alcuni rotabili mantenuti in condizioni di piena efficienza da Italvapore (alcuni già correvano sui binari prima dello scoppio della prima guerra mondiale) è innegabile il valore storico profondamente intrecciato alla vita di tanti italiani che si sono spostati a lungo con il treno, vero mezzo di comunicazione che ha fisicamente consolidato quell'unione che in quegli anni lontanissimi esisteva solo sulla carta: l'Unità d'Italia.
La passione e l'operosità di Italvapore ottenne nuove sinergie e le FS prestarono la loro fiducia dando vita ad un vero progetto di collaborazione che fu consolidato e formalizzato nell'anno 1996. Ad Italvapore veniva quindi affidato parte del materiale rotabile di proprietà di Trenitalia, nonché una parte dell'ex Deposito Locomotive di Pistoia (chiuso nel 1994) con annessi depositi ed officina. L'ex DL di Pistoia, ribattezzato "D.R.S." (Deposito Rotabili Storici) è la base operativa di Italvapore per quanto riguarda il rimessaggio e la manutenzione ordinaria e straordinaria sui rotabili storici di proprietà di Trenitalia.
A.T.T.S. Italvapore si prefigge quindi l'intento di salvaguardare una memoria tecnico storica da far rivivere direttamente tramite l'esperienza delle molteplici iniziative relative ai treni storici organizzati a più riprese durante l'anno ed aperti al pubblico.
I soci di A.T.T.S. Italvapore prestano i loro servigi all'interno dell'associazione a titolo di volontariato senza alcun compenso. Italvapore è difatti un sodalizio senza scopo di lucro alcuno.
All'interno di Italvapore, alcuni soci che sono al tempo stesso macchinisti e tecnici FS sono espressamente abilitati alla condotta delle locomotive e all'esecuzione del lavori più complessi su tutti i rotabili. Si precisa che tali mansioni specialistiche sono espressamente riservate a personale FS abilitato secondo normativa vigente. Le riparazioni più estese e costose (come la revisione delle caldaie) sono invece direttamente gestite da Trenitalia, che si fa carico di tutti gli oneri affidando il rotabile a ditte specializzate esterne.

## I Treni Storici
Le principali manifestazioni sono naturalmente i numerosissimi treni storici eseguiti direttamente da Trenitalia o concessi dalla stessa ad enti locali, associazioni, tour operators e agenzie per fini di promozione turistica o per esigenze cinematografiche. In tali occasioni A.T.T.S. Italvapore fornisce il suo contributo gratuito preparando e conducendo materialmente il convoglio grazie al personale abilitato.
Negli ultimissimi anni il numero di treni storici effettuati grazie al contributo operativo di A.T.T.S. Italvapore e dei suoi soci è sensibilmente cresciuto anche grazie al notevole interesse e consenso che tali iniziative incontrano nel pubblico, fatto di grandi e piccini che sia, non necessariamente conoscitore o appassionato di ferrovie e tecnica ferroviaria.
Il materiale rotabile storico composto da vetture e locomotive d'epoca esce sempre di più dal silenzio e dall'isolamento del deposito ferroviario in cui è gelosamente custodito per correre nuovamente in linea, attraversando luoghi e stazioni, ritornando quindi tra la gente che ha trasportato ininterrottamente per decenni e facendosi anche conoscere tra giovani e giovanissimi che mai hanno visto e conosciuto il servizio regolare svolto con trazione a vapore.
Occasioni del genere rappresentano anche per i meno giovani il ricordo ed il ritorno a passate esperienze di quotidianità, che sono ancorate nella memoria collettiva di un passato ancora vivo a memoria d'uomo.
Le complesse operazioni che si celano dietro la preparazione di un treno storico richiedono molteplici sinergie tra Italvapore, Trenitalia, enti locali ed altre associazioni. Il treno storico, anche se rappresenta una particolarità ed un evento rievocativo, deve rispondere a tutti i requisiti di efficienza e sicurezza.
Notevole è il contributo di Trenitalia e degno di particolare importanza è quello di tutta l'A.T.T.S. Italvapore i cui soci prestano il loro servizio gratuitamente per le complesse operazioni di preparazione del convoglio.
Particolare attenzione è riposta nei treni con trazione a vapore in quanto l'accensione e la preparazione della locomotiva inizia dalle 24 alle 48 ore prima della partenza del treno. Durante la fase di accensione e la lenta salita a pressione di esercizio della caldaia è assolutamente perentorio evitare sbalzi termici o riscaldamenti repentini che possano provocare stress termici o picchi di pressione sulle parti metalliche che compongono le caldaie ed i condotti sottoposti a pressione o elevate temperature.
Non bisogna tra l'altro dimenticare che le locomotive hanno ormai per la maggior parte raggiunto e superato i cento anni dalla costruzione. Per questo motivo una progressiva e scrupolosa procedura di preparazione della locomotiva è assolutamente d'obbligo.
La locomotiva in fase di riscaldamento viene costantemente monitorata giorno e notte dai soci Italvapore, appositamente abilitati da Trenitalia. Solo la mattina della partenza, poche ore prima di muovere il treno, la locomotiva viene portata alla pressione operativa e minuziosamente ispezionata e oliata in tutte le parti meccaniche e cinematismi vari.

## Il D.O.R.S. di Pistoia e l'officina manutenzione
La sede operativa di A.T.T.S. Italvapore è ubicata presso l'attuale Deposito Officina Rotabili Storici di Pistoia, cittadina toscana a poche decine di chilometri da Firenze. Il D.R.S. è composto da depositi, officine e fasci di binari che rappresentano una porzione del ben più vasto Deposito Locomotive di Pistoia che è stato chiuso nell'anno 1994.
L'antico D.L. di Pistoia era una struttura delle FS caratterizzata da un ampio sedime per accogliere le operazioni di rimessaggio, accudienza e manutenzione sulle locomotive e sui rotabili ferroviari che quotidianamente transitavano lungo l'appennino tosco-emiliano percorrendo la storica linea "Porrettana" appositamente costruita negli anni immediatamente successivi all'unità d'Italia per collegare il nord della nazione con il centro-sud. Con la progressiva perdita di importanza della linea Porrettana in favore della nuova "Direttissima" Firenze-Bologna, ultimata a metà degli anni trenta, la linea Porrettana e di conseguenza anche il D.L. di Pistoia perse progressivamente di importanza fino ad arrivare alla definitiva chiusura a metà degli anni '90.
La chiusura del D.L. Pistoia non comportò tuttavia il drastico smantellamento progressivo di tutte le strutture presenti nell'area, molte delle quali rappresentano di per sé elementi di archeologia industriale (l'officina manutenzioni risale agli anni '30). È in questo contesto che dietro consenso delle FS nasce il primo progetto embrionale di recupero e mantenimento in esercizio di rotabili storici ormai da tempo accantonati e destinati alla demolizione, progetto che di lì a poco verrà formalizzato con la costituzione dell'Associazione e stipula di un formale accordo con FS.
Sul finire del primo decennio degli anni duemila, si assiste ad un ampio progetto di riqualificazione dell'intera area dell'ex-D.L. il quale ha comportato lo smantellamento di parte dei fasci binari e l'abbattimento di strutture limitrofe fatiscenti conferendo quindi alla città di Pistoia un nuovo assetto urbanistico e viario nelle zone limitrofe alla stazione e all'università.
Il nuovo D.R.S., la cui area è stata sensibilmente ridimensionata rispetto alla grande estensione del dismesso D.L. ha comunque mantenuto le strutture nevralgiche e basilari indispensabili per le operazioni sui rotabili storici quali fasci binari principali, officina, depositi, piattaforma di giratura macchine, colonne idrauliche per il rifornimento acqua delle locomotive ecc.
L'intera area, di proprietà di Trenitalia, è stata concessa ad A.T.T.S. Italvapore la quale vi ha anche la propria sede operativa.
Nell'anno 2013, l'intera gestione dell'impianto pistoiese passa a Fondazione Ferrovie dello Stato Italiane che nel giro di pochi anni effettuerà importanti e radicali interventi di ripristino dell'intera area, con pieno recupero di officine ed ambienti in disuso o in stato di forte degrado. Il nuovo D.R.S. riapre al pubblico nel 2018. Da allora ATTS Italvapore opera all'interno del D.R.S. Pistoia- successivamente ribattezzato DORS - Deposito Officina Rotabili Storici in virtù di una nuova convenzione tutt'ora in essere.

## Galleria d'immagini

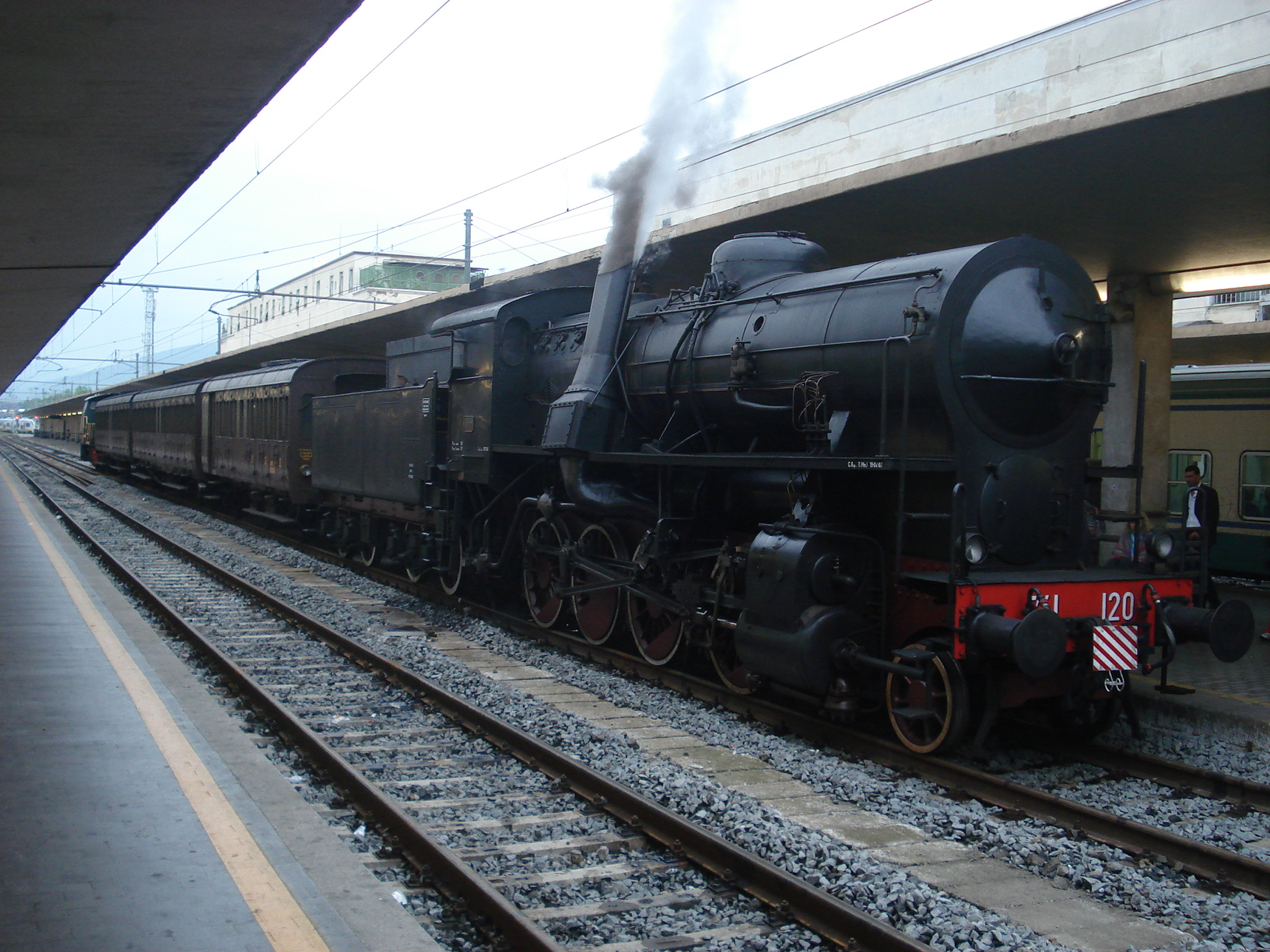
La locomotiva a vapore gr. 741-120 presso la stazione di Firenze Santa Maria Novella dopo aver prestato servizio alla testa di un treno storico.
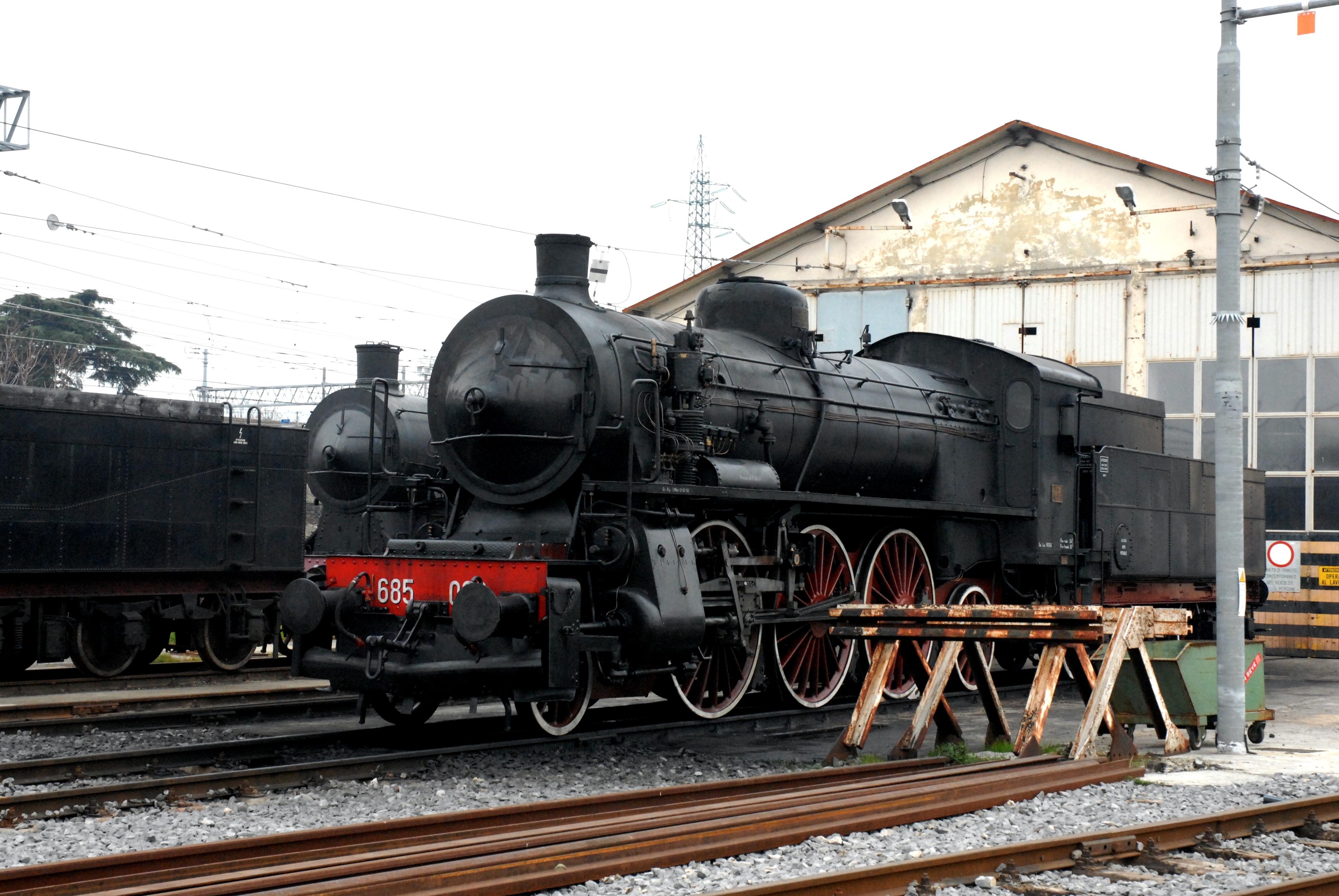
La locomotiva 685-089 presso il D.R.S. di Pistoia.
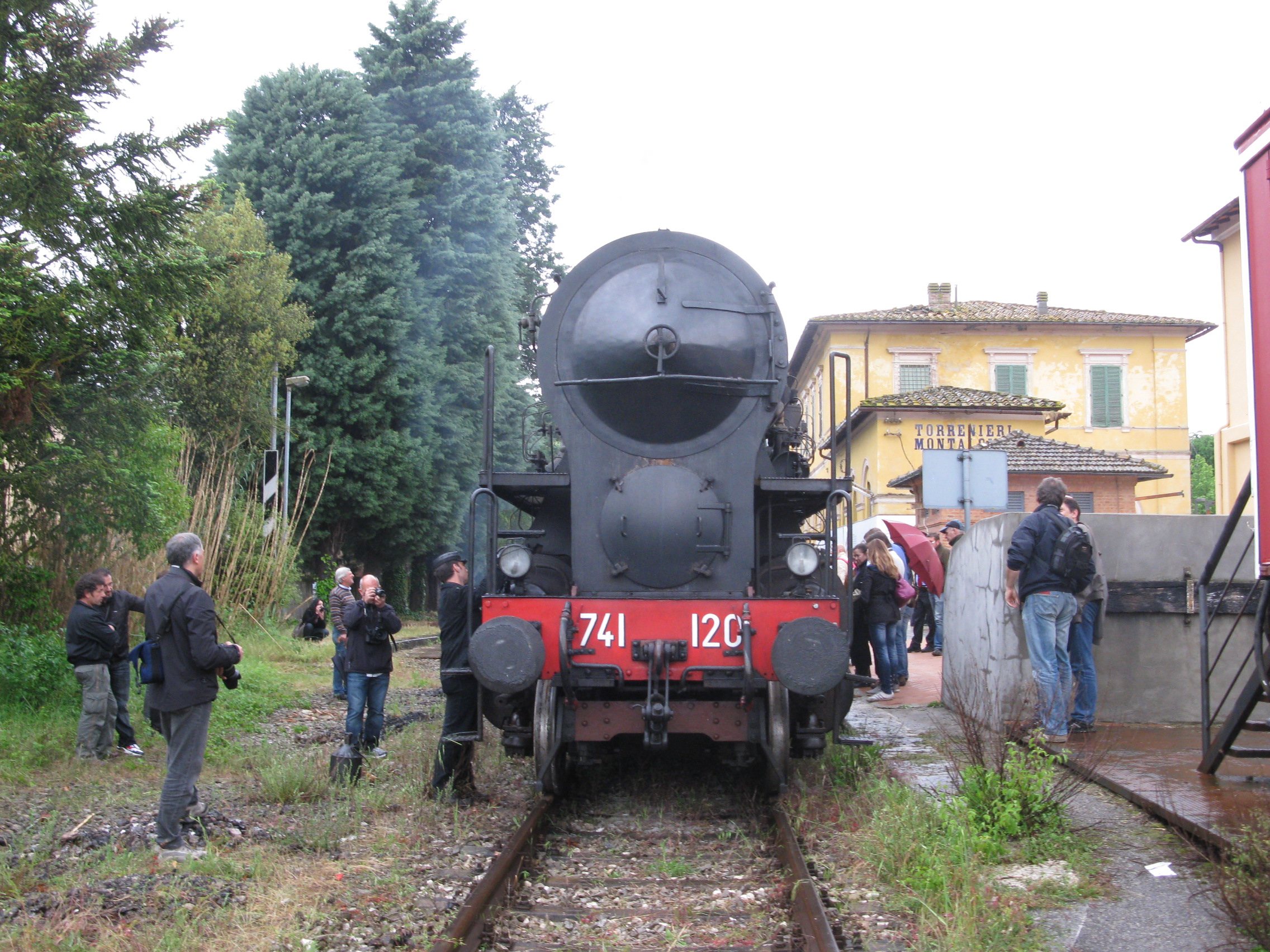
La locomotiva 741-120 prima della partenza dalla stazione di Torrenieri (SI) per l'iniziativa del Trenonatura
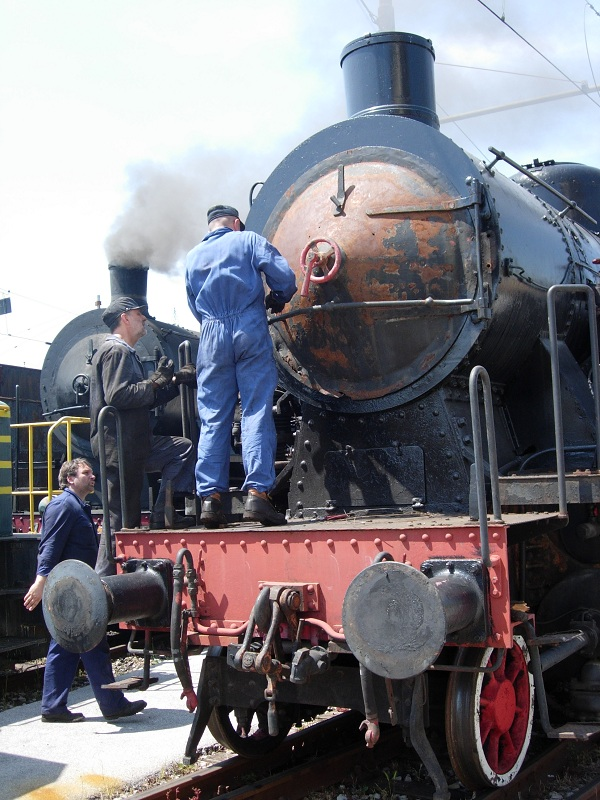
Lavori di restauro su una locomotiva a vapore gr. 940 presso il deposito rotabili storici di Pistoia (PT)
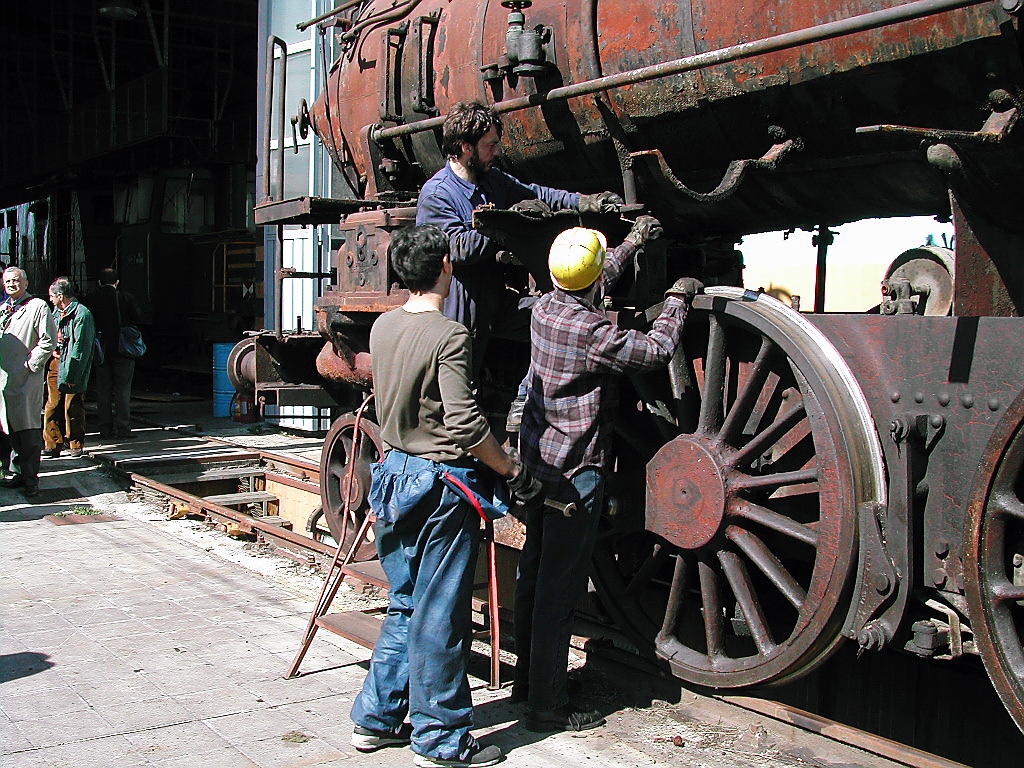
Lavori preliminari sulla "Caprottina" gr. 625-308 prima dell'ingresso in officina per un complesso restauro che si protrarrà per molti anni
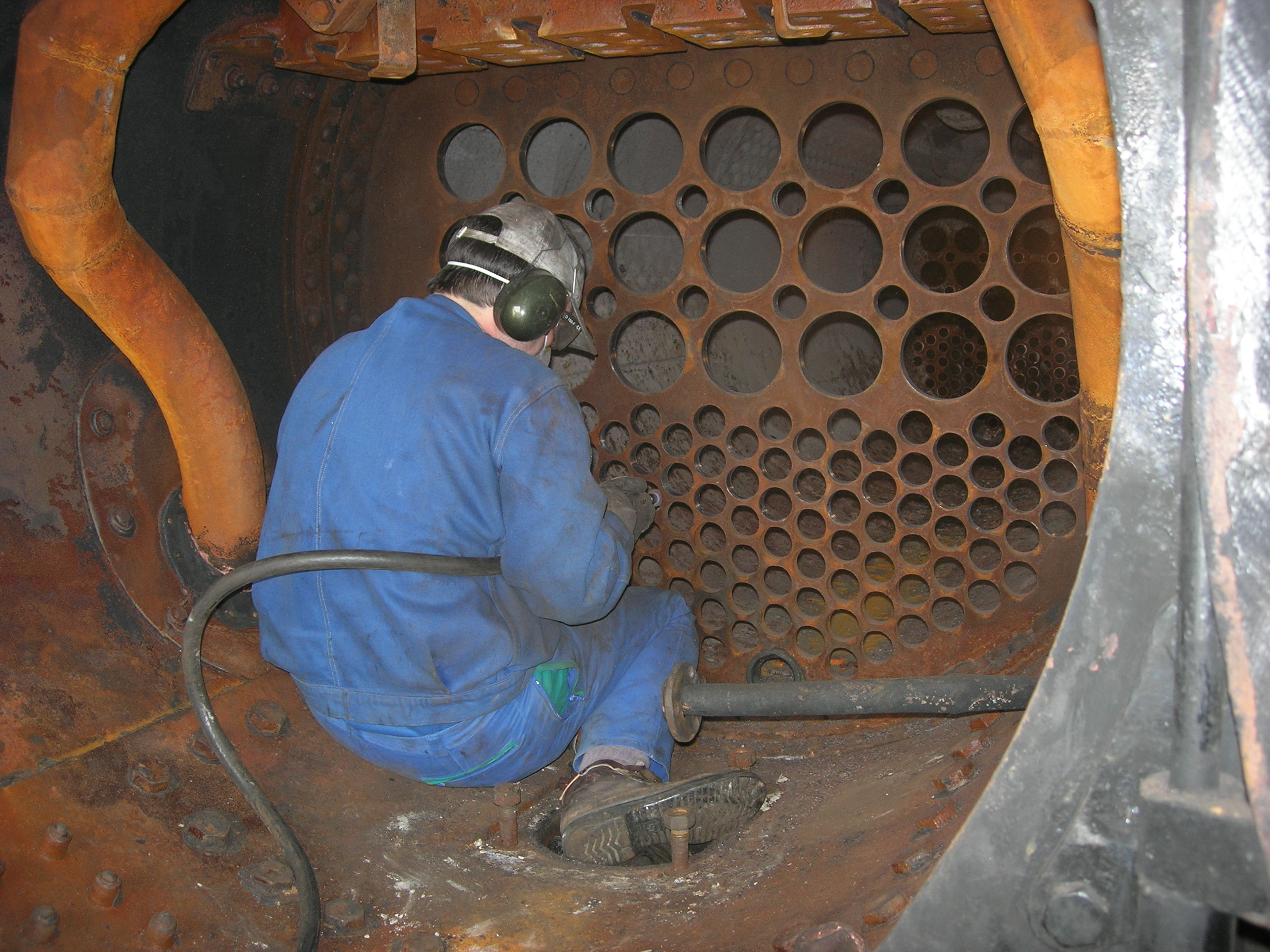
Personale appositamente abilitato da Trenitalia lavora sulla piastra tubiera nella camera a fumo della locomotiva Gr.640.148, presso l'officina del D.R.S. di Pistoia